# Капик Римский
Капик (также Капик Римский) — христианский мученик, казнённый за исповедание Иисуса Христа во время великого гонения при императоре Диоклетиане, в 301 году в Риме. 
Точные даты его жизни неизвестны. Был казнён вместе со святой мученицей Лукией Каппадокийской и ещё восемью христианами. Всем им после пыток отрубили головы.
Память 6 июля (19 июля нового стиля).